# 안 스뮈르네르
안 스뮈르네르(덴마크어: Ann Smyrner, 1934년 11월 3일 ~ 2016년 8월 29일)는 덴마크의 배우이다.
프레데릭스베르에서 태어났으며 베날마데나에서 사망하였다.

## 영화
- 바이킹 후 비케임 어 비가미스트 (1969년)
- 혹성 반란 (1967년)
- 방랑의 무법자 (1967년)
- 코미자르 X (1966년)
- 저니 투 더 세븐스 플래닛 (1962년)
- 랩티리커스 (1961년)
- 히어 아임, 히어 아이 스테이 (1959년)